# Državno prvenstvo 1936-1937
Il Prvenstvo Jugoslavije u nogometu 1936-1937 (campionato di calcio della Jugoslavia 1936-1937), conosciuto anche come Državno prvenstvo 1936-1937 (campionato nazionale 1936-1937), fu la quattordicesima edizione della massima serie del campionato jugoslavo di calcio, disputata tra il 13 settembre 1936 e il 30 maggio 1937 e conclusa con la vittoria del Građanski Zagabria, al suo quarto titolo.
Le squadre jugoslave tornarono a partecipare alla Coppa dell'Europa Centrale: in questa edizione lo Državno prvenstvo ebbe un posto a disposizione.

## Qualificazioni
Nell'assemblea federale dell'agosto 1936 è stato discusso il format per il torneo 1936-37: è stato scelto quello a girone all'italiana invece di quello a coppa ad eliminazione diretta per 296 voti a 263. Il campionato verrà costituito da 10 squadre: 3 dalla sottofederazione di Belgrado e 3 da quella di Zagabria, l'Hajduk come rappresentante di quella di Spalato; gli ultimi 3 posti sono stati assegnati in base ai risultati del campionato precedente: Slavija Sarajevo, SK Lubiana e Slavija Osijek (quest'ultima dopo uno spareggio contro il NAK Novi Sad).

### Spareggio
| Squadra 1    | Totale | Squadra 2      | Andata     | Ritorno    |
| ------------ | ------ | -------------- | ---------- | ---------- |
|              |        |                | 23.08.1936 | 30.08.1936 |
| NAK Novi Sad | 1–7    | Slavija Osijek | 1–3        | 0–4        |

## Campionato nazionale

### Classifica
|                       | Pos. | Squadra            | Pt | G  | V  | N | P  | GF | GS | QR    |
| --------------------- | ---- | ------------------ | -- | -- | -- | - | -- | -- | -- | ----- |
| Jugoslavia (bandiera) | 1.   | Građanski Zagabria | 28 | 18 | 12 | 4 | 2  | 50 | 16 | 3,125 |
|                       | 2.   | Hajduk Spalato     | 21 | 18 | 9  | 3 | 6  | 39 | 19 | 2,052 |
|                       | 3.   | BSK Belgrado       | 21 | 18 | 8  | 5 | 5  | 48 | 24 | 2,000 |
|                       | 4.   | Jugoslavija        | 21 | 18 | 9  | 3 | 6  | 39 | 28 | 1,392 |
|                       | 5.   | Slavija            | 17 | 18 | 7  | 3 | 8  | 36 | 40 | 0,900 |
|                       | 6.   | BASK Belgrado      | 16 | 18 | 7  | 2 | 9  | 37 | 40 | 0,925 |
|                       | 7.   | HAŠK Zagabria      | 16 | 18 | 5  | 6 | 7  | 22 | 39 | 0,564 |
|                       | 8.   | SK Lubiana         | 15 | 18 | 6  | 3 | 9  | 21 | 40 | 0,525 |
|                       | 9.   | Concordia Zagabria | 13 | 18 | 4  | 5 | 9  | 26 | 48 | 0,541 |
|                       | 10.  | Slavija Osijek     | 12 | 18 | 5  | 2 | 11 | 23 | 47 | 0,489 |
| Fonte: exyufudbal     |      |                    |    |    |    |   |    |    |    |       |

Legenda:
      Campione del Regno di Jugoslavia e qualificata alla Coppa dell'Europa Centrale 1937.
      Retrocessa.
Note:
Due punti a vittoria, uno a pareggio, zero a sconfitta.

### Risultati
|                  | BAS | BSK | Con | Gra | Haj | HAŠ | Jug | Lub | S.O | S.S |
| ---------------- | --- | --- | --- | --- | --- | --- | --- | --- | --- | --- |
| B.A.S.K.         |     | 3-1 | 3-1 | 2-4 | 2-1 | 2-1 | 1-2 | 4-1 | 3-0 | 2-2 |
| B.S.K.           | 4-0 |     | 0-0 | 1-1 | 1-0 | 4-0 | 1-2 | 8-0 | 4-0 | 2-2 |
| Concordia        | 5-1 | 0-5 |     | 0-5 | 1-1 | 2-4 | 4-2 | 2-2 | 3-2 | 5-1 |
| Građanski        | 3-0 | 4-0 | 3-0 |     | 1-1 | 4-0 | 4-2 | 0-0 | 5-1 | 3-2 |
| Hajduk           | 3-1 | 4-2 | 5-0 | 0-1 |     | 7-0 | 1-2 | 6-0 | 4-2 | 3-1 |
| H.A.Š.K.         | 2-2 | 2-1 | 2-2 | 0-4 | 0-0 |     | 1-1 | 3-1 | 2-2 | 3-1 |
| Jugoslavija      | 0-5 | 2-2 | 7-0 | 1-1 | 0-1 | 2-0 |     | 3-0 | 5-1 | 1-0 |
| Lubiana          | 2-1 | 0-3 | 3-0 | 0-4 | 0-1 | 0-0 | 2-1 |     | 2-0 | 4-1 |
| Slavija Osijek   | 4-3 | 1-1 | 1-0 | 4-3 | 2-1 | 0-1 | 1-4 | 0-3 |     | 2-1 |
| Slavija Sarajevo | 4-2 | 3-8 | 1-1 | 2-0 | 3-0 | 4-1 | 3-2 | 3-1 | 2-0 |     |

### Statistiche
La federazione faceva dirigere alcune partite anche da arbitri stranieri (da Bulgaria, Germania, Austria, Ungheria ed Inghilterra), soprattutto italiani: Generoso Dattilo (4 gare dirette), Francesco Mattea (3), Raffaele Scorzoni (3), Giuseppe Scarpi (2) e Mario Ciamberlini (1).

#### Classifica marcatori
| Gol |  |  | Giocatore            | Squadra            |
| --- |  |  | -------------------- | ------------------ |
| 19  |  |  | Blagoje Marjanović   | BSK Belgrado       |
| 16  |  |  | August Lešnik        | Građanski Zagabria |
| 12  |  |  | Frane Matošić        | Hajduk Spalato     |
| 12  |  |  | Aleksandar Petrović  | Jugoslavija        |
| 12  |  |  | Milan Rajlić         | Slavija            |
| 12  |  |  | Rudolf Chmelicek     | Slavija Osijek     |
| 11  |  |  | Branko Pleše         | Građanski Zagabria |
| 11  |  |  | Aleksandar Tomašević | BASK Belgrado      |
| 8   |  |  | Ivan Medarić         | Građanski Zagabria |
| 8   |  |  | Leo Lemešić          | Hajduk Spalato     |
| 8   |  |  | Vojin Božović        | BSK Belgrado       |
| 8   |  |  | Dobrivoje Zečević    | Jugoslavija        |
| 8   |  |  | Ratomir Čabrić       | BASK Belgrado      |

#### Squadra campione
- 1.HŠK Građanski Zagreb
  - (allenatore: Márton Bukovi)
  - Emil Urch
  - Ivan Jazbinšek
  - Bernard Hügl
  - Jozo Kovačević
  - Mirko Kokotović
  - Svetozar Đanić
  - August Lešnik
  - Milan Antolković
  - Branko Pleše
  - Ivan Medarić